# Nick Cave
Nicholas Edward "Nick" Cave (n. 22 septembrie 1957, Warracknabeal⁠(d), Victoria, Australia) este un muzician, cântăreț, compozitor, autor, scenarist, compozitor și uneori actor, cunoscut mai ales ca vocalist al trupei rock Nick Cave and the Bad Seeds. Muzica lui Cave este în general caracterizată de intensitate emoțională, o mare varietate de influențe, vocea sa baritonală și obsesiile lirice referitoare la moarte, religii, dragoste și violență.

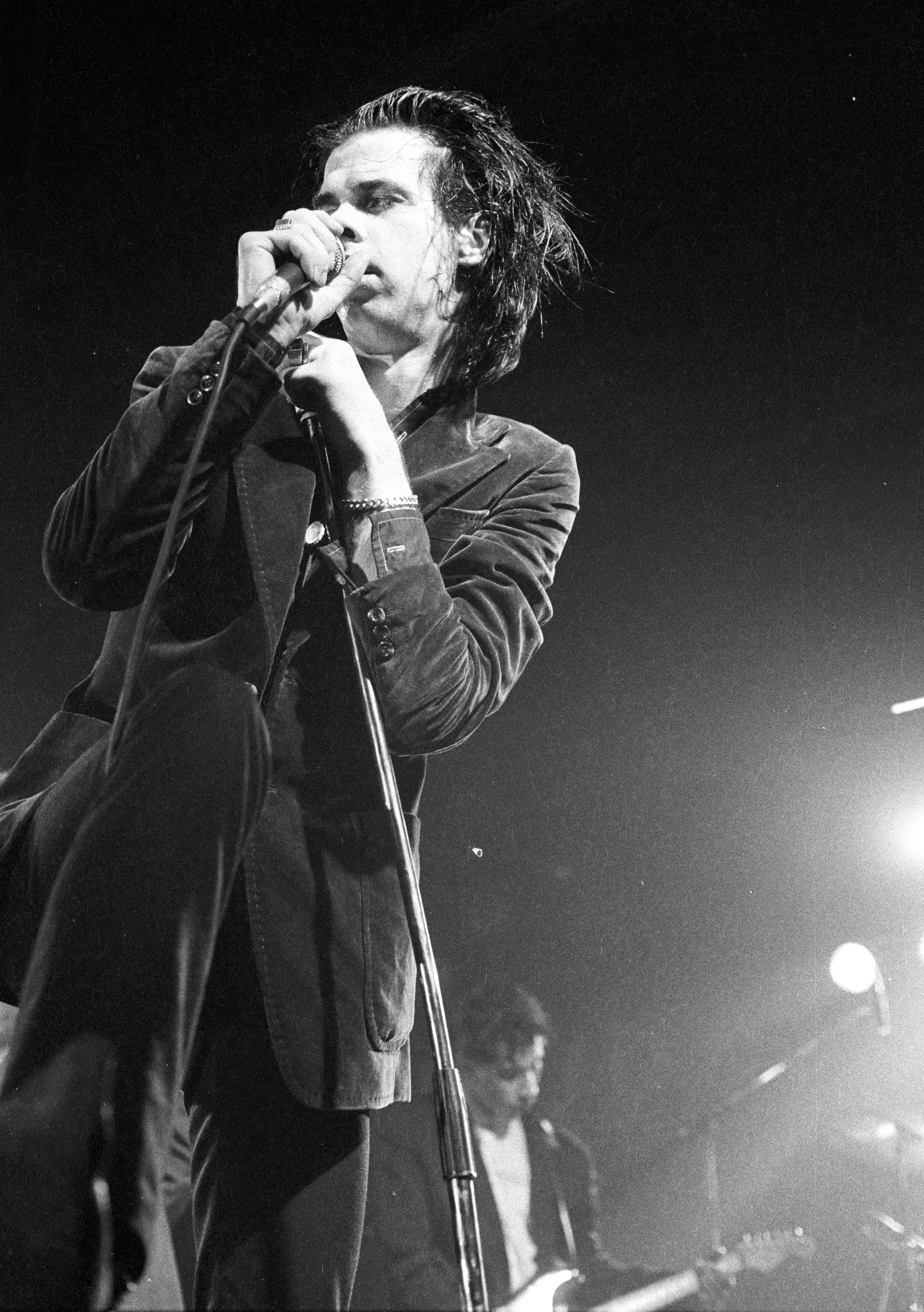
Cave în Belgia, 1986

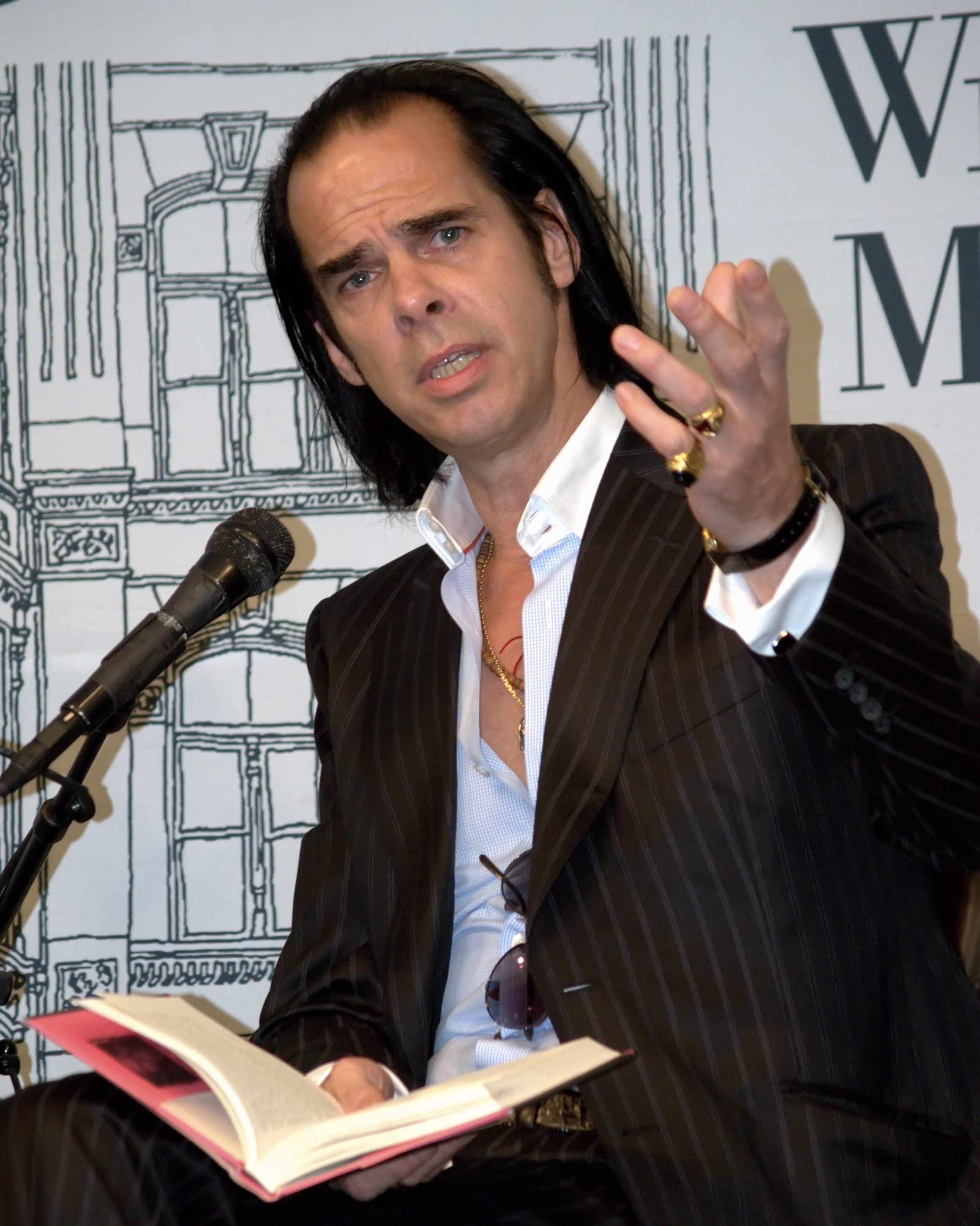
Cave citind din din The Death of Bunny Munro, New York, 2009

## Biografie
Născut și crescut în Victoria rurală, Cave a studiat arta înainte de a deveni – la sfârșitul anilor '70 – vocalistul formației The Birthday Party, una dintre cele mai importante trupe post-punk din Melbourne. Membrii trupei s-au mutat la Londra în 1980, dar – deziluzionați de viața de acolo – au evoluat spre un sunet mai întunecat, mai provocator și au dobândit reputația de „cea mai violentă trupă live din lume”. The Birthday Party este considerată a fi avut o influență majoră asupra rockului gotic. La scurt timp după despărțirea trupei, în 1983 Cave a format Nick Cave and the Bad Seeds. În anii 1990, Cave a obținut un oarecare succes comercial cu balade, în special cu duetul cu Kylie Minogue, Where the Wild Roses Grow (1996) și Into My Arms (1997). Lansări mai recente, inclusiv cel de-al 16-lea și cel mai recent LP al trupei, Skeleton Tree (2016), conțin versurile din ce în ce mai abstracte ale lui Cave, precum și elemente de muzică ambientală și electronică. Grinderman, proiectul garage rock al lui Cave, a lansat două albume din 2006. 
Cave a scris și a jucat în filmul Ghosts ... of the Civil Dead (1988), regizat de John Hillcoat. El a scris și scenariul pentru filmul The Proposition (2005) și a compus coloana sonoră alături de  Warren Ellis. A jucat în Asasinarea lui Jesse James de către lașul Robert Ford (2007), The Road (2009), Lawless (2012) și Cu orice preț (2016). Cave este subiectul mai multor filme, inclusiv semi-fantezia 20,000 Days on Earth (2014) și documentarul One More Time with Feeling (2016). Cave a lansat două romane: And the Ass Saw the Angel (1989) și The Death of Bunny Munro (2009). 
Melodiile lui Cave au fost preluate de o gamă largă de artiști, printre care Johnny Cash (The Mercy Seat), Metallica (Loverman) și Arctic Monkeys (Red Right Hand). El a fost inclus în 2007 și a fost numit ofițer al Ordinului Australiei în 2017.

## Discografie
Boys Next Door
- Door Door (1979)

The Birthday Party
- The Birthday Party (Hee Haw) (1980)
- Prayers On Fire (1981)
- Junkyard (1982)
- Mutiny! / Bad Seed (1983)

Nick Cave and the Bad Seeds
- From Her to Eternity (1984)
- The Firstborn Is Dead (1985)
- Kicking Against the Pricks (1986)
- Your Funeral… My Trial (1986)
- Tender Prey (1988)
- The Good Son (1990)
- Henry's Dream (1992)
- Live Seeds (1993)
- Let Love In (1994)
- Murder Ballads (1996)
- The Boatman's Call (1997)
- Live at the Royal Albert Hall (1998)
- No More Shall We Part (2001)
- Songs For A November Night (2002) (unofficial)
- Nocturama (2003)
- Abattoir Blues/The Lyre of Orpheus (2004)
- B-Sides & Rarities (3 CD) (2005)
- Dig, Lazarus, Dig!!! (2008)
- Push the Sky Away (2013)
- Skeleton Tree (2016)
- Ghosteen (2019)
- Wild God (2024)

Singes
- What A Wonderful World (cu Shane MacGowan)
- Where The Wild Roses Grow (cu Kylie Minogue)
- Henry Lee (cu PJ Harvey)

Grinderman
- Grinderman (2007)
- Grinderman 2 (2010)

Altele
- Burnin' The Ice (1983) (cu Die Haut)
- White Lunar (2009) (cu Warren Ellis)

Solo
- The Secret Life Of The Love Song (1999)
- Here Comes The Sun (2002)

## Legături externe
- Site web oficial
- Nick Cave Collection at the Performing Arts Collection, Arts Centre Melbourne
- Nick Cave Monday at The Rumpus Arhivat în 29 octombrie 2013, la Wayback Machine.
- Nick Cave la Internet Movie Database